# 川西清
川西 清（かわにし きよし、1918年（大正7年）8月25日 - 没年不明）は、昭和期の弁護士、政治家。衆議院議員。

## 経歴
兵庫県神戸市で生まれる。1941年（昭和16年）東京帝国大学法学部政治学科を卒業。弁護士となる。また東京朝日新聞政治部記者も務めた。
1946年（昭和21年）4月、第22回衆議院議員総選挙に兵庫県第1区から日本自由党公認で出馬して初当選。1947年（昭和22年）4月、第23回総選挙に兵庫県第3区から出馬して次点で落選。1949年（昭和24年）1月の第24回総選挙に民主自由党から出馬して再選され、その後自由党に所属して衆議院議員に通算2期在任した。この間、商工大臣秘書官、日本自由党幹事などを務めた。その後、第25回、第26回総選挙、1965年（昭和40年）7月の第7回参議院議員通常選挙（兵庫県選挙区、自由民主党公認）、1967年（昭和42年）1月の第31回総選挙（無所属）に立候補したがいずれも落選した。